# Евсюков, Алексей Павлович
Алексей Павлович Евсюков (17 апреля 1949 — 18 января 2021) — пианист, аккомпаниатор, композитор. Народный артист РФ (2002).

## Биография
Родился в 1949 году. Начал учиться в Горьковской консерватории, но так и не закончил её, так как ушёл в армию. Служил в оркестре Министерства обороны. Получил высшее образование лишь много позднее, в 1986 году.
Начинал работать в Москонцерте. Сперва был рядовым музыкантом, но затем сделал карьеру и был назначен руководителем коллектива Иосифа Кобзона. По словам Евсюкова, во время одной из репетиций Кобзон прервал выступление ансамбля и заставил пианиста играть самостоятельно. Через полчаса он сказал Евсюкову, что тот принят на работу.
С 1979 по 2018 год Евсюков был аккомпаниатором Иосифа Кобзона. Вместе с ним неизменно летал на все выступления в СССР, России и других странах. После смерти Кобзона Евсюков написал две пьесы в его честь, а также выступал на концертах, посвящённых памяти эстрадного исполнителя.
19 января 2021 года умер в возрасте 71 года. Причиной смерти стал коронавирус. Похоронен на Кузьминском кладбище.